# Cases d'en Fortí
Les Cases d'en Fortí és una obra d'Argentona (Maresme) protegida com a Bé Cultural d'Interès Local.

## Descripció
Gran casal de tres cossos entre mitgeres, de planta baixa i pis. Era l'antic casal de Ros de la Font, construït el 1629. S'ha transformat en una casa plurifamiliar, aprofitant cada un dels tres cossos. Destaca el portal d'arc de punt rodó de 13 dovelles, i les tres finestres del pis de granit.